# 콜로브 아치

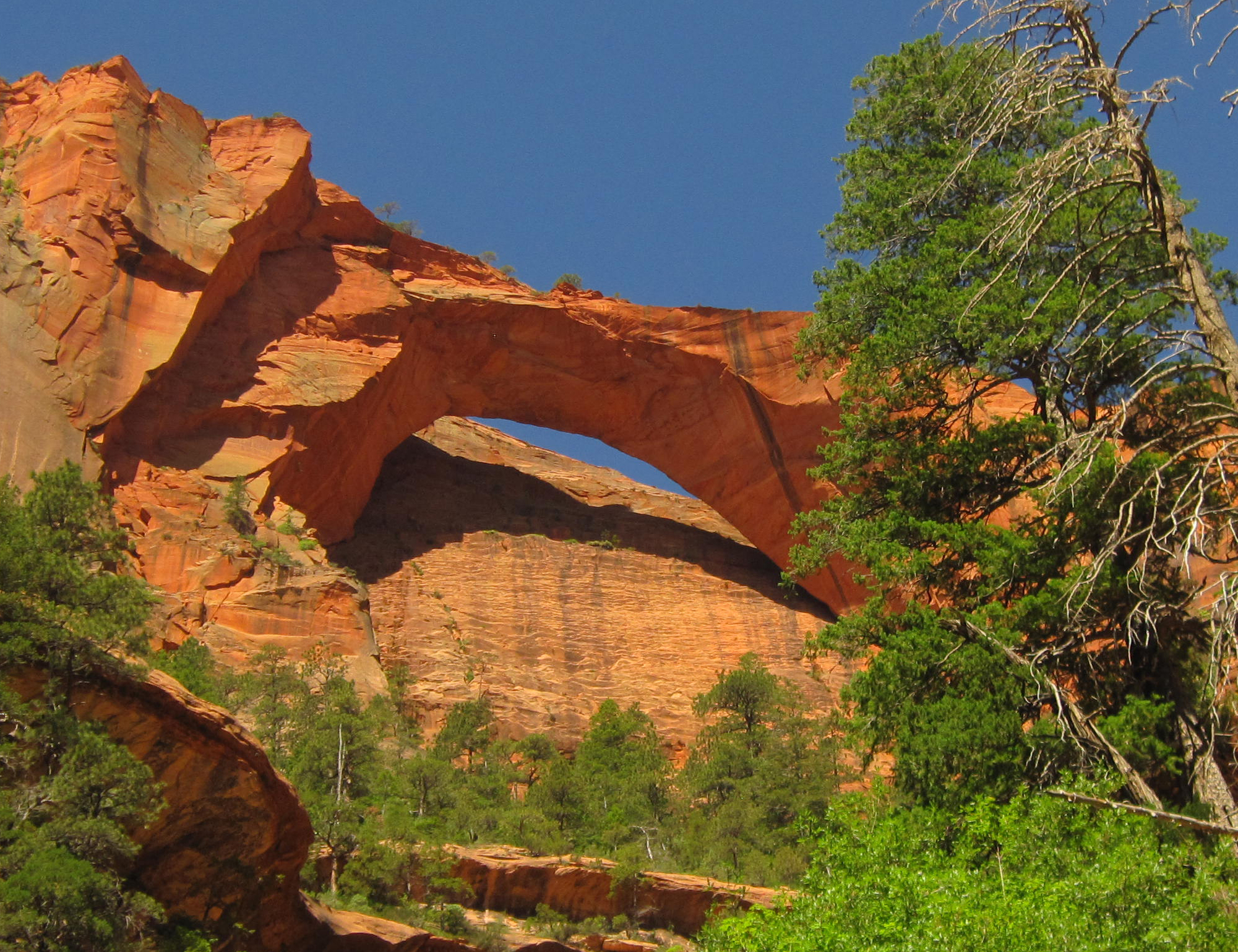
콜로브 아치

콜로브 아치(영어: Kolob Arch)는 미국 유타주 자이언 국립공원에 있는 천연교이다.
천연교 학회 (Natural Arch and Bridge Society)는 콜로브 아치를 세계에서 6번째로 큰 천연교라고 간주한다.